# Тотожне відображення

Тото́жне відобра́ження (тотожна функція) — відображення, яке переводить кожний елемент множини (області) визначення в себе.
Область визначення та область значень тотожного відображення збігаються. Тобто, f : X → X, та f(x) = x для будь-якого x з X.
Тотожне відображення множини X в себе позначається також idX. Зрозуміло, що для будь-якої функції f : X → Y, композиція функцій f o idX = f = idY o f.
Тобто, з алгебраїчної точки зору, idM є нейтральний елемент моноїда всіх функцій з M в M.